# Andrea Cecon
Andrea Cecon (ur. 18 lipca 1970 w  Gemona del Friuli) – włoski kombinator norweski, reprezentant klubu G.S. Fiamme Gialle.
Na międzynarodowej arenie zadebiutował 11 stycznia 1992 w Breitenbergu, gdzie w konkursie Pucharu Świata zajął 13. miejsce. 22 lutego tego samego roku w Szczyrku zajął drugie miejsce w konkursie Pucharu Świata B. W karierze jeszcze siedmiokrotnie stanął na podium zawodów tej rangi, w tym dwukrotnie zwyciężył – 23 lutego 1996 w Calgary, a także 14 marca 1998 w Szczyrbskim Jeziorze.
W 1993 roku Andrea Cecon uplasował się na szóstym miejscu w konkursie mistrzostw świata w Falun. Na Mistrzostwach Świata w Narciarstwie Klasycznym 1999 w Ramsau został sklasyfikowany na 20. miejscu w konkursie rozgrywanym metodą Gundersena oraz na 38. pozycji w sprincie.
Brat skoczka narciarskiego Roberto Cecona.

## Statystyki

### Puchar Świata
| Sezon     | Miejsce |
| --------- | ------- |
| 1991/1992 | 39.     |
| 1993/1994 | 14.     |
| 1994/1995 | 35.     |
| 1998/1999 | 43.     |

### Puchar Świata B
| Sezon     | Miejsce |
| --------- | ------- |
| 1990/1991 | 25.     |
| 1991/1992 | 15.     |
| 1995/1996 | 7.      |
| 1996/1997 | 5.      |
| 1997/1998 | 6.      |
| 1999/2000 | 27.     |
| 2000/2001 | 51.     |